# Église Sainte-Catherine de Hambourg
L'église Sainte-Catherine de Hambourg est une église protestante située dans la ville de Hambourg en Allemagne.

## Historique
La construction a commencé au Moyen Âge et s'est terminée en 1659, avec la reconstruction de la tour.

## Dimensions
Les dimensions de l'édifice sont les suivantes :

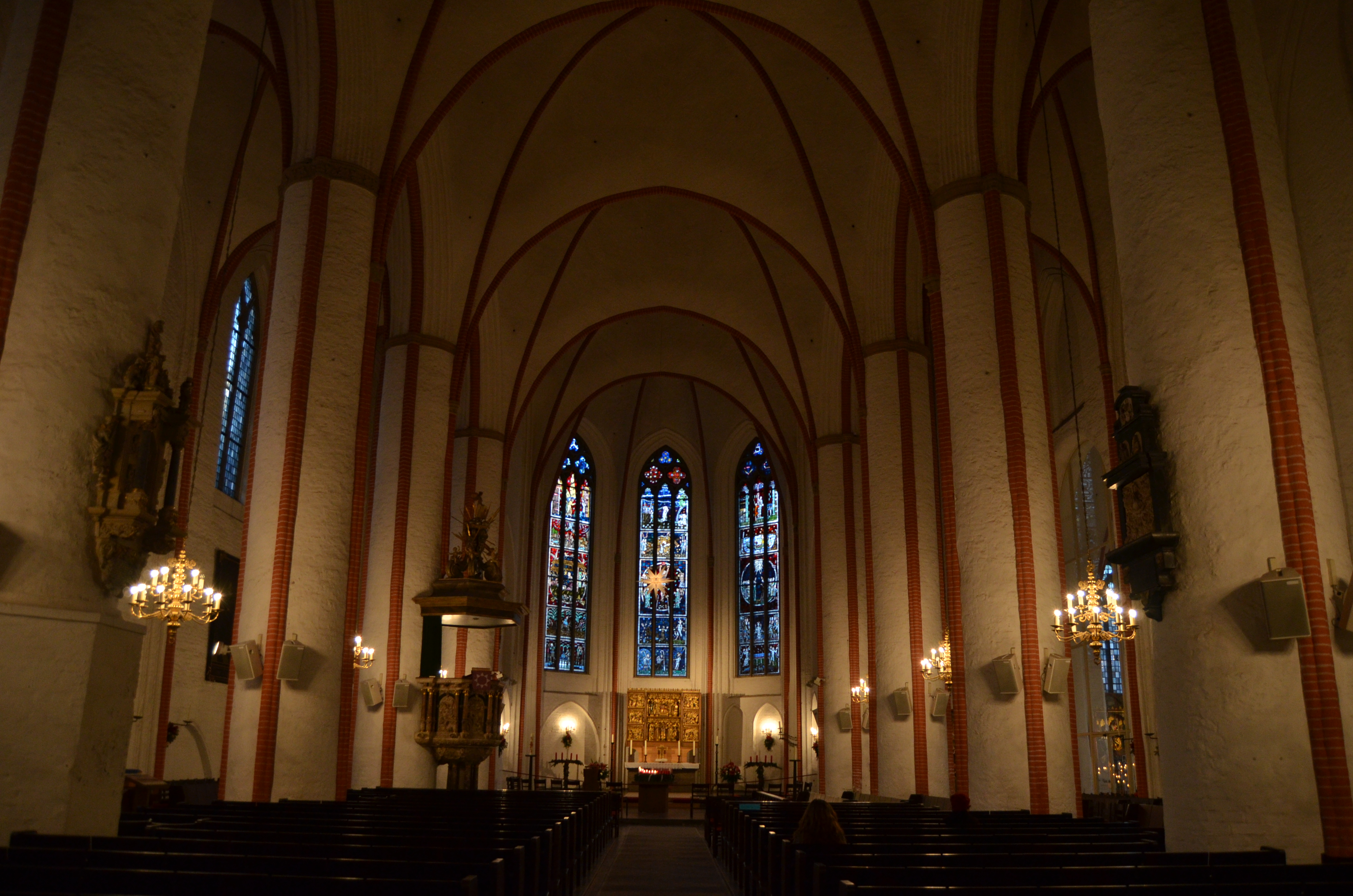
Intérieur de l'église

- Hauteur de la nef : 29 m
- Longueur : 75,5 m
- Hauteur de la tour : 115 m[1].